# Rosse knobbeldaas
De rosse knobbeldaas (Hybomitra ciureai) is een vliegensoort uit de familie van de dazen (Tabanidae). De wetenschappelijke naam van de soort is voor het eerst geldig gepubliceerd in 1937 door Séguy.